# Europarlamentari della Finlandia della VII legislatura
Gli europarlamentari della Finlandia della VII legislatura, eletti in occasione delle elezioni europee del 2009, sono stati i seguenti.

## Composizione storica
| Europarlamentare    | Lista                                | Gruppo    |
| ------------------- | ------------------------------------ | --------- |
| Sari Essayah        | Democratici Cristiani Finlandesi     | PPE       |
| Carl Haglund        | Partito Popolare Svedese             | ALDE      |
| Satu Hassi          | Lega Verde                           | Verdi/ALE |
| Heidi Hautala       | Lega Verde                           | Verdi/ALE |
| Ville Itälä         | Partito di Coalizione Nazionale      | PPE       |
| Liisa Jaakonsaari   | Partito Socialdemocratico Finlandese | S&D       |
| Anneli Jäätteenmäki | Partito di Centro Finlandese         | ALDE      |
| Eija-Riitta Korhola | Partito di Coalizione Nazionale      | PPE       |
| Riikka Pakarinen    | Partito di Centro Finlandese         | ALDE      |
| Sirpa Pietikäinen   | Partito di Coalizione Nazionale      | PPE       |
| Mitro Repo          | Partito Socialdemocratico Finlandese | S&D       |
| Timo Soini          | Veri Finlandesi                      | EFD       |
| Hannu Takkula       | Partito di Centro Finlandese         | ALDE      |

## Modifiche intervenute

### Partito di Coalizione Nazionale
- In data 01.03.2012 a Ville Itälä subentra Risto E. J. Penttilä, cui subentra in pari data Petri Sarvamaa.

### Lega Verde
- In data 22.06.2011 a Heidi Hautala subentra Tarja Cronberg.

### Veri Finlandesi
- In data 26.04.2011 a Timo Soini subentra Sampo Terho.

### Partito Popolare Svedese
- In data 05.07.2012 a Carl Haglund subentra Nils Torvalds.